# Назлі Толга
Назлі Толга (тур. Nazlı Tolga) — турецько-нідерландська журналістка та телеведуча. Толга була ведучою провідної програми про місцеві та закордонні справи FOX Ana Haber і Nazlı Tolga ile Haber Masası.

## Біографія
Назлі Толга народилася в Анкарі, Туреччина. Вона народилася в мусульмансько-турецькій родині з Самсуна та Малатії. Вона вільно володіє турецькою, голландською, бразильською португальською та англійською мовами. Після завершення початкової та середньої школи в Американському коледжі Стамбула вона вступила в Університет Мармара, факультет комунікацій — провідний заклад комунікаційної освіти та вивчення в Туреччині. Навчалася на факультеті журналістики. Толга розпочала свою журналістську кар'єру на Канал D у 1998 році. Працювала на Show TV, Skyturk, Fox. У вересні 2013 року вона вийшла заміж за голландського бізнесмена Лоуренса Бреннінкмайера в соборі Святого Духа в Стамбулі. Вона живе в Бразилії, Лондоні та Шанхаї. Вона римо-католичка з 2013 року. За останні роки Толга стала мамою двох донечок.

## Телепрограми
- Kanal D Gece Haberleri (Kanal D, 1998—2002)
- Nazlı Tolga ile Haber Masası (Skyturk, 2004 — вересень 2007)
- Шоу Хабер (2002—2003)
- FOX ПРО Ану Хабер (2008—2010)
- Nazlı Tolga ile Fox Ana Haber (3 вересня 2007 — 14 червня 2013)